# Karol Machlejd

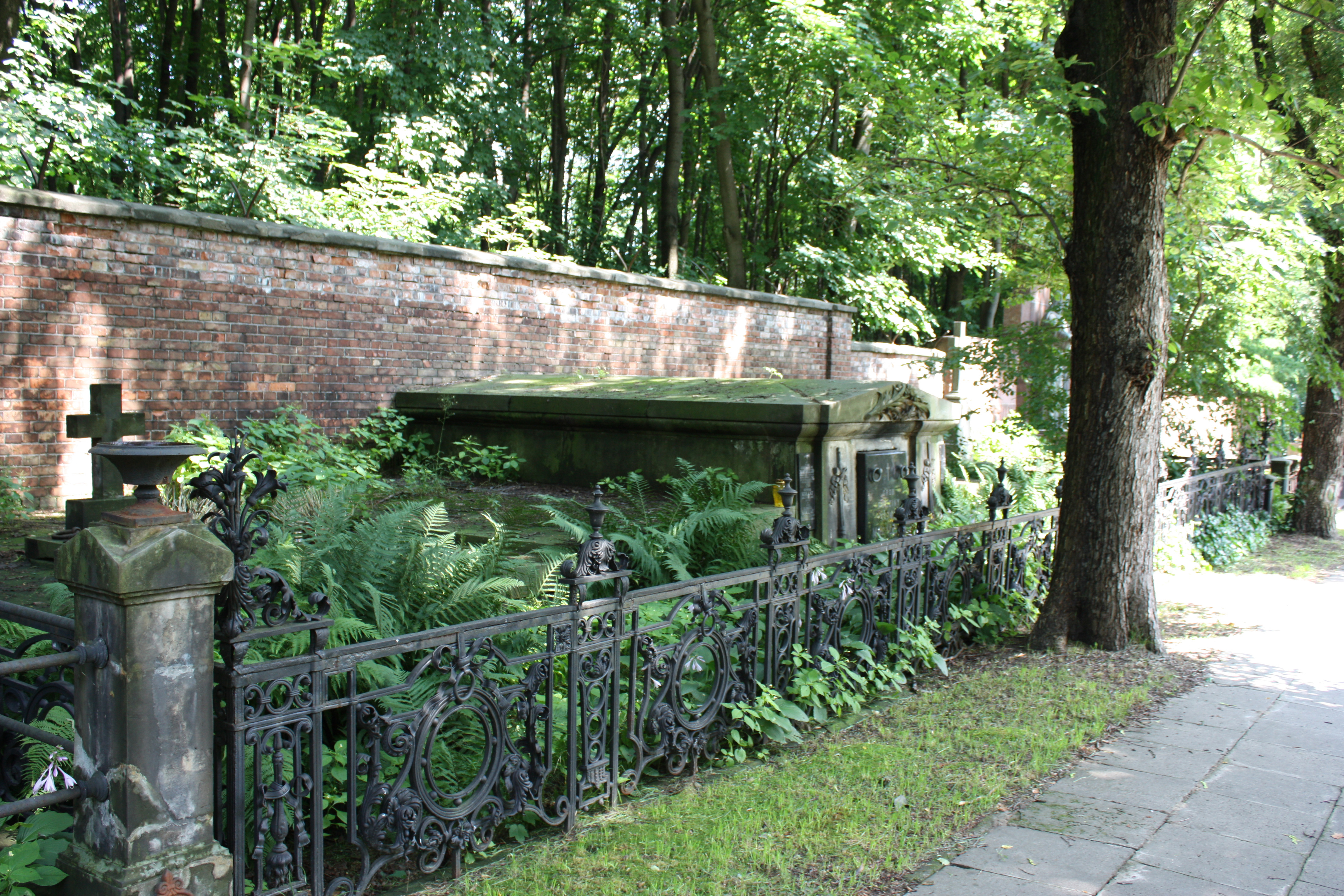
Grobowiec rodziny Machlejdów na cmentarzu ewangelicko-augsburskim w Warszawie

Karol Machlejd (ur. 15 kwietnia 1837 w Morach, zm. 6 października 1906 w Konstancinie) – polski piwowar i browarnik, właściciel zakładów piwowarskich w: Warszawie, Ciechanowie i Częstochowie
Pochodził ze szkockiego klanu MacLeodów z wyspy Skye. Jego przodkowie w XVII wieku osiedlili się w Niemczech, gdzie zajmowali się winiarstwem. Pierwszym jego antenatem mieszkającym na ziemiach polskich był dziadek Samuel, który przybył w 1821 roku do Królestwa Polskiego z Saksonii.
Był synem piwowara Jana Machlejda. W młodości praktykował w browarze ojca w podwarszawskim Grochowie. Brał udział w przygotowaniach do powstania styczniowego. Za przynależność do organizacji konspiracyjnej został zesłany na Syberię. Po powrocie do Królestwa Polskiego zajął się ponownie piwowarstwem. W 1869 roku kupił browar przy ul. Chłodnej w Warszawie, który wszedł w skład browarów Haberbush & Shiele, gdzie jako współwłaściciel i Prezes Spółki zarządzał nią do 1905 roku. Był też współwłaścicielem browaru w Ciechanowie. Założył również filię swojego przedsiębiorstwa w Częstochowie.
Był jednym z pionierów nowoczesnego przemysłu piwowarskiego w Królestwie Polskim. Produkował jako jeden z pierwszych na ziemiach polskich piwo bawarskie na masową skalę. Swoje zakłady modernizował stosując najnowsze osiągnięcia techniczne co w szybkim czasie przyniosło mu duże dochody, a także wraz ze wzrostem sprzedaży piwa uczyniło go jednym z najważniejszych producentów tego napoju na ziemiach polskich.
Był działaczem społecznym i samorządowym. Zasiadał w Trybunale Handlowym. Pełnił funkcje prezesa: Rady Kasy Przemysłowców, Stowarzyszenia Pracowników Handlowych oraz starszego w Zgromadzeniu Piwowarów.
Pod koniec życia osiadł w podwarszawskim Konstancinie. Pochowany został na cmentarzu ewangelicko-augsburskim w Warszawie (aleja A, grób 29). Jego synami byli warszawscy przedsiębiorcy: Karol, Julian, Artur i Henryk Machlejdowie.